# Björn Wallde
Björn Wallde, född 20 december 1943 i Malmö, är en svensk skådespelare och ståuppkomiker.
Wallde blev känd för den större publiken genom TV-programmet Nattsudd, som sändes i SVT mellan 1985 och 1991. I programmet satt han och Svante Grundberg på sen tid och pratade löst ("suddade") om händelser från då och nu.

## Filmografi
- 1984 – Ronja Rövardotter
- 1987 – Res aldrig på enkel biljett
- 1988 – Guld! (TV-serie)
- 1988 – SOS – en segelsällskapsresa
- 1989 – Tiger Rag (TV-serie)
- 1991 – Ett paradis utan biljard
- 1991 – Harry Lund lägger näsan i blöt!
- 1991 – Midsommar
- 1994 – Goodnight Sweden
- 1996 – Silvermannen (TV-serie)
- 1997 – Adam & Eva
- 2000 – Ronny & Julia (TV-serie)